# Crulai
Crulai és un municipi francès situat al departament de l'Orne i a la regió de Normandia. L'any 2007 tenia 924 habitants.

## Demografia
El 2007 la població era de 924 persones. Hi havia 355 famílies, 433 habitatges (363 habitatges principals, 48 segones residències i 22 desocupats.

## Economia
El 2007 la població en edat de treballar era de 602 persones, 470 eren actives i 132 eren inactives. Hi havia una empresa alimentària, dues empreses de fabricació de productes industrials, deu constructores, vuit de comerç i reparació d'automòbils, una d'hostatgeria i restauració….
L'any 2000 hi havia 18 explotacions agrícoles que conreaven un total de 1.128 hectàrees. El 2009 hi havia una escola elemental integrada dins d'un grup escolar.

## Llocs d'interés
- Església de Martí de Tours (1868-1870).
- La granja «de la Cornillière (segle xix, monument llistat)
- Castell i dòlmens del Bois de la Pierre